# خدمة مجتمعية

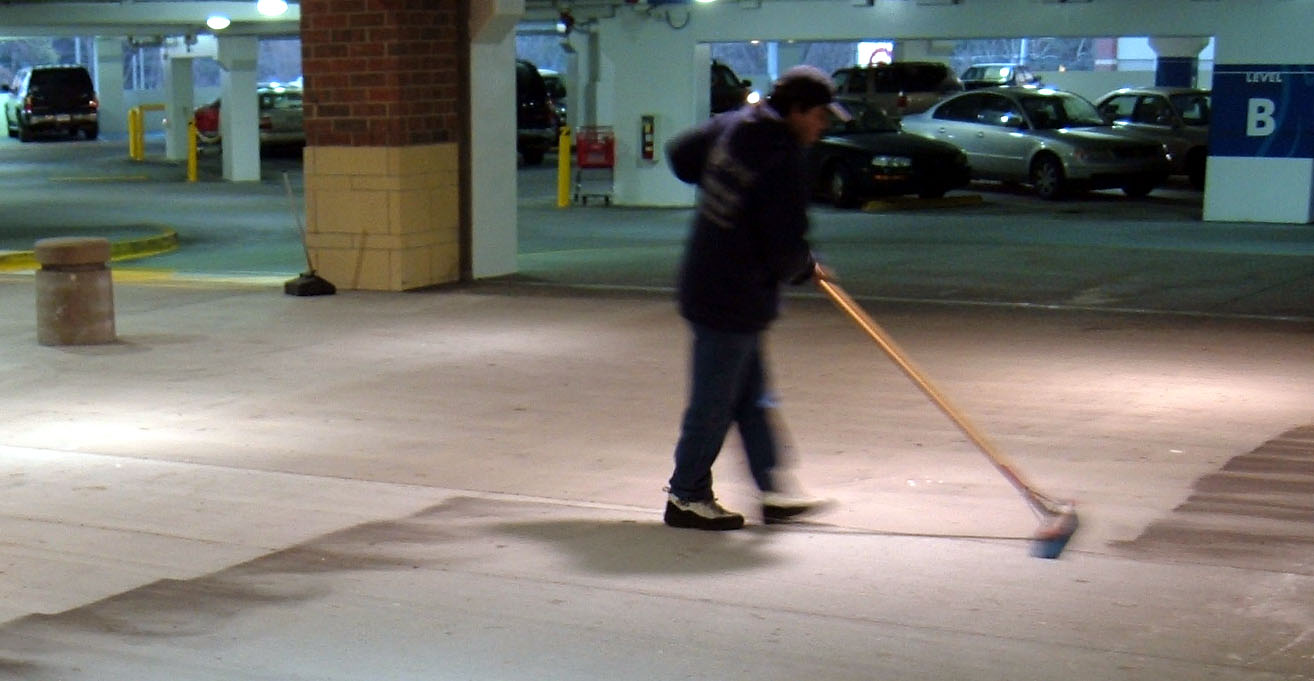
لا يقتصر المفهوم على التنظيف فحسب

تشير خدمة المجتمع للخدمات التي يقوم بها شخص أو مؤسسة من أجل صالح المجتمع، تطوعا أو فرضا.
قد تشمل أي من
- تطوير وصيانة الأماكن العامة
- مساعدة كبار السن ومتحدي الإعاقة
- توفير فرص عمل من خلال مساندة المشروعات الصغيرة مثلا
- تعليم الأطفال أو محو أمية الكبار مجانا
- تنظيم نشاطات توعوية وثقافية
- تأجير معرض لبيع المشغولات اليدوية وتسويقها بشتى الطرق